# 교과서

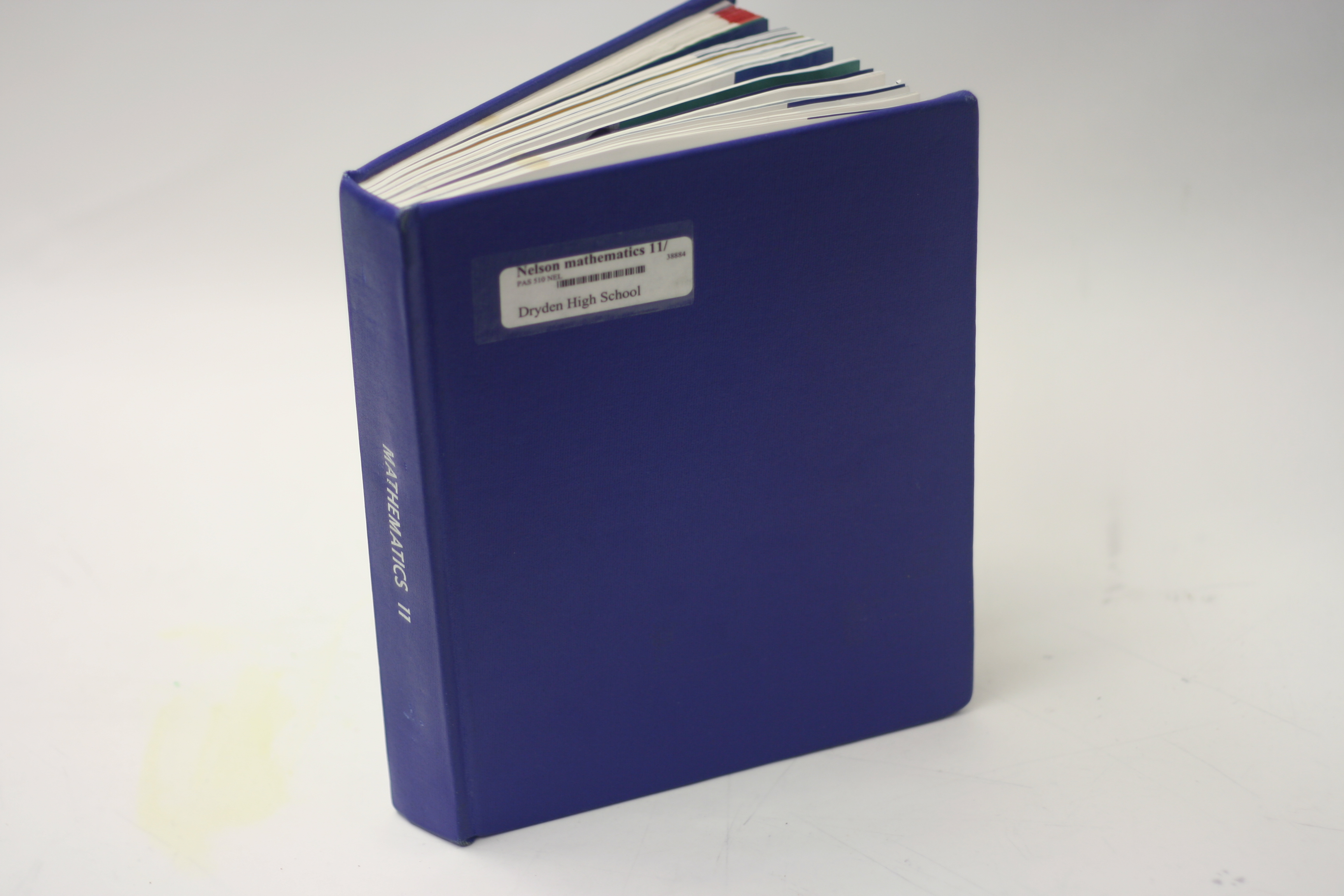
교과서

교과서(敎科書)란 학교에서 교과 과정에 따라 주된 교재로 사용하기 위하여 편찬한 책이다. 또한 해당 분야에서 모범이 될 만한 사실을 비유적으로 이르는 말이기도 하다.

## 각국의 교과서

### 대한민국
한국의 교과서는 삼국 시대에 한문으로만 교과서를 쓴 데서 시작되었다. 이후 조선 시대에 교과서가 예서로 보급되었고, 당시 교과서는 대학, 논어, 맹자, 중용, 예기, 춘추, 시경, 서경, 주역으로 모두 한자였다. 그 후 한글이 발명되면서 한글로 된 교과서가 나오기 시작하였고, 19세기 말에 한글 교과서가 한자 교과서보다 전국적으로 보급되기 시작하였다. 일제강점기에는 한글 대신 일본어로 교과서를 쓰기 시작하면서 일본어 교과서 (일명 가나 교과서)가 보급되기 시작하였고, 광복 이후 한글로 쓰인 교과서가 다시 사용되기 시작하였다.

## 같이 보기
- 요한 아모스 코메니우스